# Partido Morón
Morón ist ein Partido im Norden der Provinz Buenos Aires in Argentinien. Der Verwaltungssitz ist die Stadt Morón. Laut einer Schätzung von 2019 hat der Partido 319.138 Einwohner auf 56 km².

## Orte
Morón ist in 5 Ortschaften und Städte, sogenannte Localidades, unterteilt.
- Morón (Verwaltungssitz)
- Castelar
- Haedo
- El Palomar
- Villa Sarmiento